# Donald Mowat

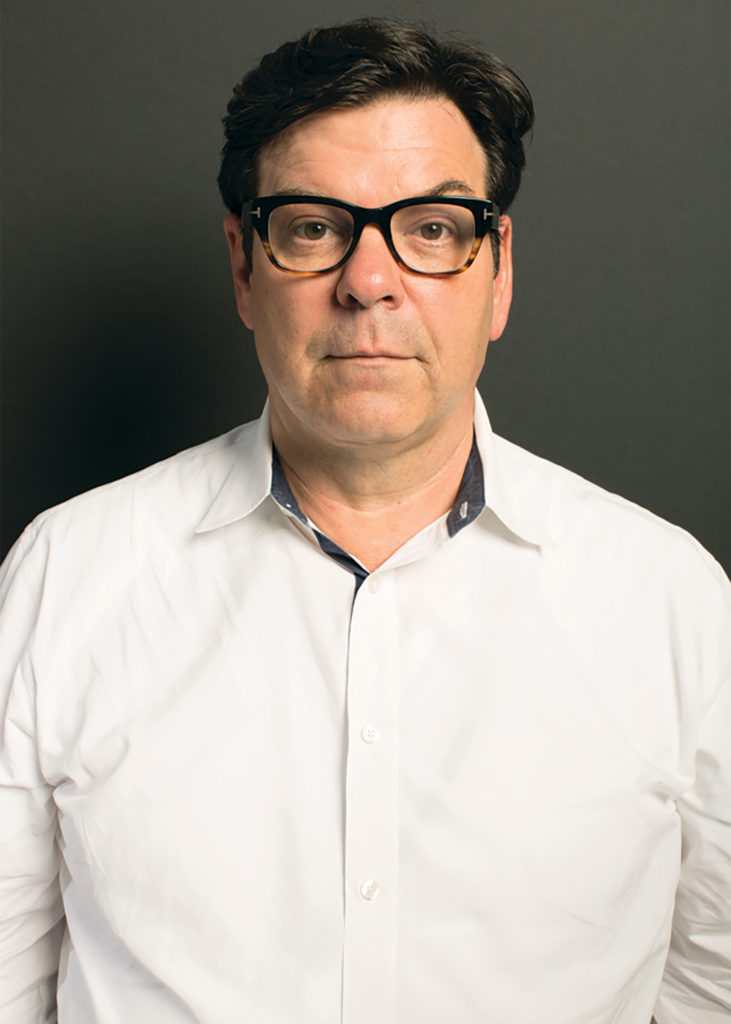
Donald Mowat 2018

Donald Mowat (* 1963 in Montreal, Quebec) ist ein kanadisch-britischer Maskenbildner.

## Leben
Donald Mowat wuchs in Montreal, Quebec, Kanada als Sohn britischer Eltern auf. Er startete seine Karriere als Maskenbildner im kanadischen Fernsehen. Seine erste große Anerkennung erfolgte durch den Primetime Emmy Award, für seine Arbeit an der Miniserie Mark Twain and Me. Er gewann im Laufe seiner 40-jährigen Karriere zahlreiche Preise. 1999 wurde er Mitglied der Academy of Motion Picture Arts and Sciences. Von 2007 bis 2011 war er Vorstandsmitglied der Academy of Canadian Cinema & Television und von 2008 bis 2014 Vorstandsmitglied des Actors’ Fund of Canada.
2012 bekam er die Queen Elizabeth II Diamond Jubilee Medal und 2018 die Sovereign’s Medal for Volunteers für seine ehrenamtliche Arbeit mit High-School-Schülern im Rahmen seiner BAFTA-Mitgliedschaft verliehen.
Bei der Oscarverleihung 2022 wurde er zusammen mit Love Larson und Eva von Bahr für seine Arbeit an Dune für den Oscar für das Beste Make-up und beste Frisuren nominiert.

## Auszeichnungen
| Jahr | Resultat  | Award                                   | Kategorie                                        | Werk                                     | Ref.   |
| ---- | --------- | --------------------------------------- | ------------------------------------------------ | ---------------------------------------- | ------ |
| 1992 | Gewonnen  | Primetime Emmy Awards                   | Outstanding Makeup for a Miniseries or a Special | Mark Twain and Me                        | [ 6 ]  |
| 1993 | Gewonnen  | CableACE Award                          | Best Make-Up                                     | Mark Twain and Me                        |        |
| 1998 | Gewonnen  | Gemini Awards                           | Outstanding achievement in makeup                | The Sleep Room                           |        |
| 2000 | Nominiert | Make-Up Artists and Hair Stylists Guild | Best Contemporary Makeup                         | Three Kings – Es ist schön König zu sein |        |
| 2003 | Nominiert | Make-Up Artists and Hair Stylists Guild | Best Contemporary Makeup                         | 8 Mile                                   |        |
| 2004 | Nominiert | Make-Up Artists and Hair Stylists Guild | Best Contemporary Makeup                         | Der menschliche Makel                    |        |
| 2006 | Gewonnen  | Gemini Awards                           | Best Achievement in Make-Up                      | Prairie Giant                            |        |
| 2014 | Gewonnen  | Saturn Awards                           | Best Make-Up                                     | Prisoners                                |        |
| 2014 | Gewonnen  | Make-Up Artists and Hair Stylists Guild | Best Contemporary Makeup                         | Prisoners                                | [ 7 ]  |
| 2015 | Nominiert | Make-Up Artists and Hair Stylists Guild | Best Contemporary Makeup                         | Nightcrawler                             | [ 8 ]  |
| 2016 | Nominiert | Make-Up Artists and Hair Stylists Guild | Best Contemporary Makeup                         | Sicario                                  | [ 9 ]  |
| 2017 | Gewonnen  | Make-Up Artists and Hair Stylists Guild | Best Contemporary Makeup                         | Nocturnal Animals                        | [ 10 ] |
| 2017 | Nominiert | BAFTA Film Awards                       | Best Make Up/Hair                                | Nocturnal Animals                        | [ 11 ] |
| 2018 | Nominiert | BAFTA Film Awards                       | Best Make Up/Hair                                | Blade Runner 2049                        | [ 12 ] |
| 2018 | Nominiert | Make-Up Artists and Hair Stylists Guild | Best Period and/or Character Makeup              | Blade Runner 2049                        | [ 13 ] |
| 2022 | Nominiert | Oscar                                   | Bestes Make-up und beste Frisuren                | Dune                                     |        |